# Faut-il manger les animaux ?
Faut-il manger les animaux ? (titre original : Eating Animals) est un plaidoyer végétarien romancé de l'écrivain américain Jonathan Safran Foer. Sorti le 2 novembre 2009 aux États-Unis, il est traduit en français par Gilles Berton et Raymond Clarinard et paraît aux Éditions de l'Olivier le 6 janvier 2011.

## Sources
- Nelly Kaprièlian, « "Faut-il manger les animaux ?" : entretien avec Jonathan Safran Foer », Les Inrockuptibles,‎ 18 janvier 2011 (lire en ligne)